# Leprosa
Leprosa is een geslacht van vliesvleugeligen uit de familie Eulophidae. De wetenschappelijke naam van dit geslacht is voor het eerst geldig gepubliceerd in 2008 door Kim & La Salle.

## Soorten
Het geslacht Leprosa is monotypisch en omvat slechts de volgende soort:
- Leprosa milga Kim & La Salle, 2008